# 第五の季節
『第五の季節』（だいごのきせつ、The Fifth Season）は2015年にN・K・ジェミシンにより発表されたサイエンス・ファンタジーである。2016年ヒューゴー賞受賞作。《破壊された地球》三部作一作品目であり、『オベリスクの門』（2021年）、『輝石の空』（2021年出版予定）が続く。

## 設定
スティルネスと呼ばれる唯一の超大陸を持った惑星を舞台とする。住人は数百年毎に起こる〈第五の季節〉と呼ばれる天変地異に耐えている。

### 社会
スティルネスの社会はたくさんの"コム"、"用役カースト"、民族と人種に分裂していた。
- オロジェニー（造山能力）: エネルギー、特に地（直接的に）や温度（間接的に）のエネルギーをコントロールする能力。
- オロジェン: オロジェニーを持った人々。彼らは地震を引き起こしたり防ぐことができ、時には怒りのために地を操るためのエネルギーとしての熱を身体から奪うことにより、"円環"や影響を受けるエリア内にいる生き物を意図的せず殺してしまうこともある。この現象が起きる時には、オロジェンの周囲には霜の円が現れ、生き物は瞬間的に凍りつく。彼らは広く憎まれ恐れられており、多くのオロジェンは子供時代に力が発覚し町の暴徒に殺されてしまう。家族やコミュニティによって殺されなかった場合には、彼らはユメネスの街の中にあるフルクラムと呼ばれる場所で訓練を受けるべく守護者に渡される。フルクラムで訓練を受けたオロジェンは黒服で認識され、訓練を受けていないオロジェンよりは"頻繁には殺人を行わない"という点でやや寛容に扱われる。彼らは位を示す指輪をしており、最高位は十指輪である。オロジェンを中傷する言葉として"ロガ"が使われるのに対し、オロジェンではない人々は"スティル"と呼ばれる。フルクラムのオロジェンはスティルネスのコムに仕えるという仕事を負っている。仕事は多岐にわたり、瓦礫の片付け、化合物の再生成、小さな地震の鎮圧などがある。
- 守護者: 痛みやトレーニング、あるいは処刑を通しオロジェンをコントロールする力を持っている、戦士、狩人、あるいは暗殺者と呼ばれている。また、フルクラムを監視している。
- 地科学者: 地学と科学や他の物理化学を合わせた、スティルネス特有と考えられる"地科学"を研究する学者。
- コム: 共同体。帝国統治システムにおける最小政治単位。通常一つの都市または町。
- コム無し: 居住地やコムの庇護を持たない人々。自らの選択やコムからの追放による。
- 石喰い: 岩の中を移動したり、地上ではゆっくり動くことができる、動く彫像のような姿の長生きの存在。岩を食料とする。
- サンゼ: もともとは赤道地帯の一国家、サンゼ人の母体。現在は廃止されている。
- サンゼ人赤道地方合併体: サンゼ国廃止後に発生したサンゼ人コム六つからなる帝国。現在は消滅しており、一般には古サンゼ帝国、古サンゼとして知られる。
- 赤道地方人: ユメネスやディバースなどの比較的安定し豊かな赤道地方の都市に住む人々。
- 中緯度地方人: 赤道ゾーンの近隣の北（北中緯度地方）や南（南中緯度地方）の人々。僻地と見做されている。殆どの中緯度地方人は多民族。

用役カースト:
- <強力>: 肉体労働のカースト。〈季節〉の期間中、過剰な強力はコムから離れる。
- <耐性者>: 疫病や飢饉に耐える人々のカースト。病人の介護や屋外便所の掃除など、健康や衛生に関わる仕事を担当する。
- <繁殖者>: コムの人数を一定に保つ役目を持つカースト。彼ら自身で子供を生産する他、望ましい血統のコムの人々に子供を持つ許可を与える。〈季節〉の間、許可なく生まれた子供はコムの蓄えは分け与えられず、飢え死ぬこともある。
- <革新者>: 発明者や知識人のカースト。エンジニア、医者やその他の問題を解決する者。
- <指導者>: コムや他の重要な組織を運営するために訓練を受けた人々のカースト。コムに必要性がある時には、彼らの意思に反しリーダーシップが求められることもある。

## あらすじ
プロローグでは、非常に力の強いオロジェンが世界の悲嘆すべき状況について話し合い、彼らの種への圧迫について嘆いている。大陸全体を粉砕し、記録された史上最悪の〈第五の季節〉を引き起こすため、彼は彼の甚大な力を使用する。この物語は異なる時代に生きる３人の女性のオロジェン、エッスン、ダマヤ、そしてサイアナイトに引き継がれる。

## 登場人物
スティルネスでの名前は、与えられた名前の後、用役カースト名、コム名が続く。
- ダマヤ: ダマヤ[強力]パレラ。オロジェンだと判明した後、守護者に預けられた子供。北中緯度地方のパレラというコムの出身。
- シャファ[守護者]ワラント: ダマヤの訓練を担当する男。
- サイアナイト（閃長石）: サイアン。野心的なフルクラムに所属する四指輪のオロジェン。高位のオロジェン、アラバスターの指導のもと、ミッションを遂行する。
- アラバスター（雪花石膏）: 火山を沈めるなど、他のオロジェンを遥かに超える能力を持つ十指輪のオロジェン。
- エッスン: 二人の子供を持つオロジェン。彼女の夫と娘を追うためティリモという小さな町を去る。他の二人の章とは異なり、エッスンの章は第三者視点の現在形で語られる。
- ジージャ: エッスンの夫。息子のユーチェを殺害し、娘のナッスンを誘拐している。
- ホア: 森の中でエッスンを見つけた不思議な少年。彼女と旅をともにする。肌は白く、目はアイスホワイト。
- フェルドスパー: アラバスターとともにミッションを遂行するようサイアナイトに命じたフルクラムでのサイアナイトの指導者。
- トンキー (ビノフ[指導者]ユメネスとして知られていた): トランスジェンダーの女性、子供時代のダマヤを助ける力のある家庭の娘。後に、大学で学んだがコム無しの科学者として出会う。現在は洞窟に住んでいる。
- イノン[耐性者]ミオブ: 海賊の島のコミュニティのリーダー。

脇役
- レルナ：エッスンの息子が死んだ直後にエッスンの面倒をみるティリモの若い医師。
- ラスク［改革者］ティリモ：選挙で選ばれた町長。
- ムー・ディア：ダマヤの祖母。
- 母さん：ダマヤの母親で<強力>。
- 父さん：ダマヤの父親で<耐性者>。
- アザエル［指導者］アリア：アリアの6人の知事助手の一人。
- ヒアスミス［指導者］アリア：アリアの副知事。

## 評価
ニューヨーク・タイムズ は「『第五の季節』は文字通り、隠喩的、両方の意味で解体された地球の世界へ我々を誘い、より豊かで根源的な逃避の可能性を示唆する。世界の終わりは世界が極悪非道な世界になった時勝利となる。例え、超えて横たわるものが中に囚われた人々にとって想像することが困難だとしても。」と評した。またナショナル・パブリック・ラジオは自身のウェブサイトにて、「ジェミシンは、想像力に富む世界構築はファンタジーに極めて重要な要素である、またそれぞれのキャラクターは彼女自身にいたる世界である、という彼女の信念を輝かしく描いている」と書いた。

### 受賞
『第五の季節』は2016年8月20日、第74回ワールドコンにてヒューゴー賞 長編小説部門を受賞、ジェミシンは同賞を受賞した最初の黒人となった。 また、スプートニク賞を受賞、ネビュラ賞 長編小説部門にノミネート、また世界幻想文学大賞 長編部門（英語: World Fantasy Award—Novel）を受賞。
この作品は《破壊された地球》三部作の第一作目である。第二作目である『オベリスクの門』は2016年8月16日に出版され、2017年のヒューゴー賞を受賞している。第三作目は2017年8月に出版された『石の空』であり、同様に2018年のヒューゴー賞を受賞している。これらの連続受賞によってジェミシンは”ヒューゴー賞を三年連続受賞した初めての作家”また”三部作全作で受賞した初めての作家”となった。